# Stauntonia latifolia
Stauntonia latifolia är en narrbuskeväxtart som först beskrevs av Nathaniel Wallich, och fick sitt nu gällande namn av Christenh.. Stauntonia latifolia ingår i släktet Stauntonia och familjen narrbuskeväxter. Inga underarter finns listade i Catalogue of Life.